# Saulxures-lès-Bulgnéville
Saulxures-lès-Bulgnéville ist eine französische Gemeinde im Département Vosges in der Region Grand Est (bis 2015 Lothringen). Sie gehört zum Kanton Vittel im Arrondissement Neufchâteau. Sie grenzt im Norden an Vaudoncourt, im Osten an Bulgnéville, im Südosten an Suriauville, im Süden an Crainvilliers, im Westen an Saint-Ouen-lès-Parey und im Nordwesten an Aingeville.

## Bevölkerungsentwicklung
| Jahr      | 1962 | 1968 | 1975 | 1982 | 1990 | 1999 | 2008 | 2019 |
| --------- | ---- | ---- | ---- | ---- | ---- | ---- | ---- | ---- |
| Einwohner | 261  | 254  | 264  | 302  | 272  | 261  | 256  | 250  |

## Sehenswürdigkeiten
- Kirche Saint-Martin (Saint-Martin-Gemälde als Monument historique geschützt)

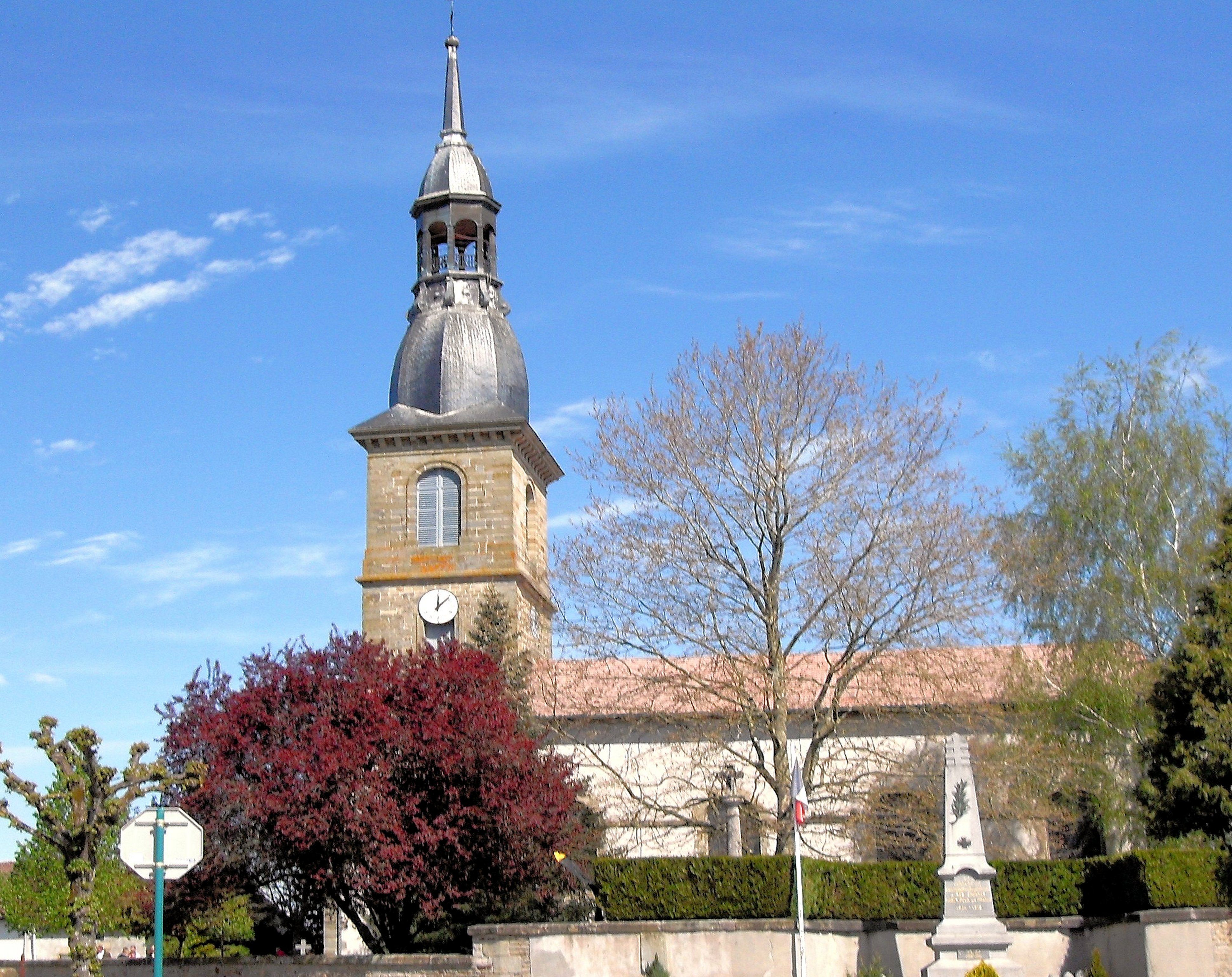
Kirche Saint-Martin